# Csabdi
Csabdi é um município da Hungria, situado no condado de Fejér. Tem 17,02 km² de área e sua população em 2015 foi estimada em 1.183 habitantes.